# Islamizzazione
L'islamizzazione consiste in azioni volte al proselitismo in favore dell'Islam che portino a conversioni di massa nella popolazione interessata. Viene attuata sia attraverso l'insegnamento e la diffusione della parola di Maometto (in arabo Muhammad, il fondatore della religione islamica, e del suo testo base, il Corano) sia con la costrizione (islamizzazione con la spada, "musulmani di spada", vedi per esempio costrizione o fuga degli zoroastriani in India e comunità Parsi)

## Storia
Il primo fenomeno di islamizzazione si ebbe durante la vita di Maometto, fra il 622 ed il 632 d.C., quando egli conquistò il potere in tutta la regione del Hijàz grazie a una serie di battaglie, di accordi politici e di conversioni.
In seguito l'islamizzazione si applicò in particolare alle popolazioni con le quali i Musulmani vennero in contatto nel corso della loro espansione, in particolare la regione mesopotamiche, l'Africa del Nord e vaste zone dell'Asia.
Un'imponente islamizzazione avvenne tra l'VIII ed il XIII secolo anche in un'ampia porzione dell'attuale penisola iberica, trovandovi il suo stabile fulcro nelle città dell'Andalusia e dell'Algarve, fino alla riconquista da parte dei cristiani.